# Piper pseudocallosum
Piper pseudocallosum är en pepparväxtart som beskrevs av William Trelease. Piper pseudocallosum ingår i släktet Piper och familjen pepparväxter. Inga underarter finns listade i Catalogue of Life.